# Ernst Jenni
Ernst Jenni (* 17. Februar 1927 in Basel; † 22. November 2022 in Basel) war ein Schweizer evangelisch-reformierter Theologe. Er war Pfarrer und Ordinarius für Altes Testament und semitische Sprachwissenschaft an der Universität Basel. Seine Erkenntnisse der Erforschung der althebräischen Sprache wurden in mehreren Schriften publiziert, die bis heute international Beachtung finden.

## Leben und Wirken
Jenni war ein Sohn des Bäckermeisters Alfred Jenni und seiner Frau Emilie geborene Baumann. Er studierte evangelische Theologie und semitische Sprachen in Basel und Paris. 1949 bis 1955 war er in verschiedenen Pfarrstellen im Raum Basel tätig. 1951 erhielt er den Doktor der Theologie, 1954 wurde er Privatdozent an der Universität Basel, ein Jahr später in Heidelberg. 1958 wurde er als Nachfolger von Walter Baumgartner zum Professor für Altes Testament und semitische Sprachen in Basel. 1997 wurde er emeritiert.
Sein Schwerpunkt lag in der Erforschung der althebräischen Grammatik, Syntax und Semantik, wozu er moderne Methoden der Linguistik einsetzte. Besondere Aufmerksamkeit schenkte er den Funktionen des hebräischen Verbalsystems und den Präpositionen. 1971 wurde sein Theologisches Handwörterbuch zum Alten Testament (THAT) veröffentlicht, welches größere Beachtung und Verbreitung fand, in mehrere Sprachen übersetzt wurde und noch über seine Lehrtätigkeit hinaus in Gebrauch ist. Sein 1978 veröffentlichtes Lehrbuch der hebräischen Sprache des Alten Testaments ist bis heute an vielen Universitäten das Standard-Lehrbuch für Althebräisch-Kurse. Jenni trug wesentlich dazu bei, dass der Fachbereich Altes Testament und Semitische Sprachen in Basel über Jahrzehnte ein hohes Niveau und damit großes Ansehen im deutschsprachigen universitären Raum erlangte. Er verstand seine sprachwissenschaftliche Arbeit als wichtiges Hilfsmittel für das exegetische Arbeiten in der Theologie.
1988 war er Mitbegründer der Zeitschrift für Althebraistik. Den 2001 in Basel stattfindenden IOSOT-Kongress leitete er als dessen Präsident.

## Privates
Jenni war verheiratet mit Irma geborene Herren.

## Schriften
- Das Wort ‘ōlām im Alten Testament, 1953
- Der Tempel von Jerusalem, Golgatha und das Heilige Grab, 1956, Hrsg. André Parrot
- Die theologische Begründung des Sabbatgebotes im Alten Testament, 1955 und 1956
- Die politischen Voraussagen der Propheten, 1956
- Die alttestamentliche Prophetie, 1962
- Das hebräische Pi‘el : Syntaktisch-semasiologische Untersuchung einer Verbalform im Alten Testament, 1968
- Wort, Gebot, Glaube. Beiträge zur Theologie des Alten Testaments. Walther Eichrodt zum 80. Geburtstag, Johann Jakob Stamm (Hg.), 1970
- Theologisches Handwörterbuch zum Alten Testament (THAT), 1971 und 1978
- Lehrbuch der hebräischen Sprache des Alten Testaments: Neubearbeitung des Hebräischen Schulbuchs von Hollenberg-Budde, 1978, 1981 und 2004
- Beiträge zur hebräischen und altorientalischen Namenkunde, 1980
- Die hebräischen Präpositionen. Die Präposition beth, Kohlhammer 1992; Die Präposition kaph, 1994; Die Präposition lamed, 2000
- Studien zur Sprachwelt des Alten Testaments, 1997
- Theological lexicon of the Old Testament, 2000 (übersetzt in mehrere Sprachen)
- Gott der Herr redet, wer weissagt nicht? 2000, koreanisch: Ju Yŏhowa kkesŏ malssŭm hasin jŭk nuga yeŏn haji ani hagetnŭnya? Joong-Eun Kim, Dong Hyun Park (Hrsg.)